# 서구 (인천 선거구)
서구는 대한민국의 옛 국회의원 선거구이다. 당시 인천광역시 서구 지역을 관할했다.

## 역사
1988년 1월 1일을 기해 인천직할시 북구의 일부가 서구로 분리되어 신설되었다. 이에 대한민국 제13대 국회의원 선거를 앞두고 서구 선거구가 동구·북구 선거구에서 분리되어 신설되었다. 
대한민국 제16대 국회의원 선거를 앞두고 서구 지역이 강화군 지역과 함께 선거구를 이루게 되면서 서구·강화군 갑, 서구·강화군 을 선거구로 분리되었다.

## 역대 국회의원
| 선거   | 정당 | 정당           | 의원   |
| ------ | ---- | -------------- | ------ |
| 1988년 |      | 민주정의당     | 조영장 |
| 1992년 |      | 민주자유당     | 조영장 |
| 1996년 |      | 새정치국민회의 | 조철구 |
| 1997년 |      | 새정치국민회의 | 조한천 |

## 역대 선거 결과

### 대한민국 제13대 국회의원 선거
|  | 32.48% |

|  | 25.21% |

|  | 16.67% |

|  | 10.96% |

|  | 8.91% |

|  | 5.74% |

### 대한민국 제14대 국회의원 선거
|  | 31.10% |

|  | 28.97% |

|  | 19.11% |

|  | 14.50% |

|  | 6.30% |

### 대한민국 제15대 국회의원 선거
|  | 34.17% |

|  | 31.22% |

|  | 18.20% |

|  | 13.71% |

|  | 1.70% |

|  | 0.98% |

### 1997년 대한민국 재보궐선거
조철구 의원의 사망으로 인해 치러진 1997년 대한민국 재보궐선거에서 새정치국민회의 조한천 후보가 당선되었다.